# Schieberberg
Schieberberg ist ein Ort in der Stadt Oberviechtach im Oberpfälzer Landkreis Schwandorf in Bayern.

## Geografische Lage
Der Ort mit einem Wohngebäude liegt in der Gemarkung Pirkhof am Südwesthang des 627 m hohen Schieberbergs östlich oberhalb von Pirkhof und wird dem Gemeindeteil Pirkhof zugerechnet.

## Geschichte
Zum Stichtag 23. März 1913 (Osterfest) wurde Schieberberg als Teil der Pfarrei Oberviechtach mit einem Haus und sieben Einwohnern aufgeführt.
Im Matrikel von 1997 wurde Schieberberg nicht erwähnt.